# Reyowie herbu Oksza
Reyowie (hist. pol. Rejowie, Royowie) herbu Oksza – polski ród szlachecki i hrabiowski. 
Z rodu pochodziło dwóch senatorów, Władysław Rey, wojewoda lubelski i Jan Michał Rey, kasztelan zawichostski. Od XIX wieku Reyowie używali przydomku Werszowiec-Rey, w ramach upamiętnienia ich pochodzenia od starożytnej, czeskiej rodziny hrabiów Wrszowców.

## Nazwisko
Z wyrażeniem „Rey” jako formą nazwiska po raz pierwszy spotykamy się w 1398 roku, kiedy na kartach historii odnotowano istnienie Jacka Reya herbu Oksza. Według opinii Teodora Żychlińskiego, znana nam forma nazwiska rodziny Reyów miała wykształcić się w XIII wieku i została przyjęta od apelatywu „rey” (przywódca), w ramach upamiętnienia roli przodków rodziny, służących jako dowódcy wojskowi w różnych wojnach przeciwko poganom.
Od około XIV wieku, Reyowie używali przydomku „z Szumska”, na znak ich pochodzenia z miejscowości Szumsko, w historycznej Małopolsce (w dzisiejszym woj. świętokrzyskim). Wraz z postępującym formowaniem się nazwisk w Polsce, niektórzy członkowie rodziny Reyów zaczęli używać nazwiska Szumski (od rodowego gniazda) i Topolski (od należącej do nich, pobliskiej miejscowości Topola). W źródłach historycznych z 1470 roku występuje jeden z członków rodziny Reyów o imieniu Mikołaj, wraz z rzadziej spotykaną formą nazwiska „Rey-Topolski”.
Zapis nazwiska rodziny różnił się w zależności od źródeł, tak na przykład w XV wieku można odnaleźć Stanisława „Roya”, inni członkowie rodziny pojawiali się również ze spolszczoną wersją nazwiska – „Rej”.

## Tytuł hrabiowski
Tytuł hrabiowski został przyznany Kajetanowi Reyowi 1 kwietnia 1808 roku. Podstawą nadania był patent szlachecki z 1775 roku oraz przedłożenie dokumentów, potwierdzających pochodzenie rodziny od przybyłej do Polski w roku 1103, hrabiowskiej rodziny Werszowców, a także udokumentowane używanie tytułu w Rzeczypospolitej.
Kajetan otrzymał tytuł od cesarza niemieckiego, Józefa II i cesarza austriackiego, Franciszka II. Oryginał dyplomu z wizerunkiem nowego herbu hrabiowskiego Reyów jeszcze pod koniec XIX wieku znajdował się w archiwach przecławskich.

## Historia

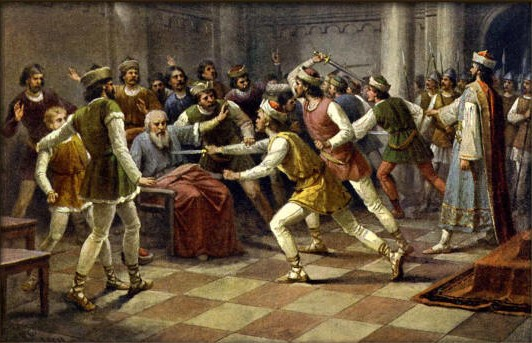
Obraz Zguba Werszowców, autorstwa Josefa Mathausera

Według niemal jednomyślnej opinii polskich i czeskich historyków, Reyowie wywodzą się od możnowładczego, czeskiego rodu Wrszowców. Z uwagi na braki w materiałach filiacyjnych, ciężko jest ustalić początki tej rodziny. Starsze kroniki podają, że Wrszowcy pojawili się w Czechach już w VI wieku naszej ery, kolejne podają VII wiek, a jeszcze inne nawet IV wiek naszej ery. Protoplastą rodu miał być rycerz o imieniu Wrsz – wódz całego szczepu czeskich Wrszowców.
W XII wieku, w Czechach, prawie cała rodzina Wrszowców została podstępnie wymordowana przez księcia Światopełka z dynastii Przemyślidów, z której ocalał jedynie Jan Certa Wrszowec ze swoim bratem. Bracia znaleźli schronienie w Polsce, na dworze Bolesława Krzywoustego, od którego otrzymali liczne nadania ziemskie na Mazowszu. Tam wznieśli liczne grody, nazwane na pamiątkę ich ojczyzny, w ten sposób powstała Wrszowa, nad Wisłą, przezwaną z czasem Warszawą. Założyli również Pragę, Jazdowo (vel Ujazdowo), Sedlce (dziś Siedlce) i wiele innych miejscowości. Według Teodora Żychlińskiego, rodzina miała dać również początek całemu rodowi Okszów, a w konsekwencji herbowi o tej samej nazwie (Oksza). 
Około 1210 roku, Jan, pan na Jazdowie, jako „rey” (przywódca) wojsk, zwycięsko odparł pogan, na pamięć czego, powszechnie  zaczęto nazywać go „Reyem”, odpuszczając dla łatwości wymowy, rodowe miano „Wrszowec”. W 1235 roku, w źródłach historycznych, pochodzących z okolic Warszawy, występowało trzech udokumentowanych Wrszowców. Warsz był panem na Wrszowie (Warszawie), Jan natomiast był panem na Solnicy i tytułowano go „reyem” wojska. Syn Jana o tym samym imieniu, dla odróżnienia od ojca, powszechnie nazywany był synem Reya, lub samym Reyem.   

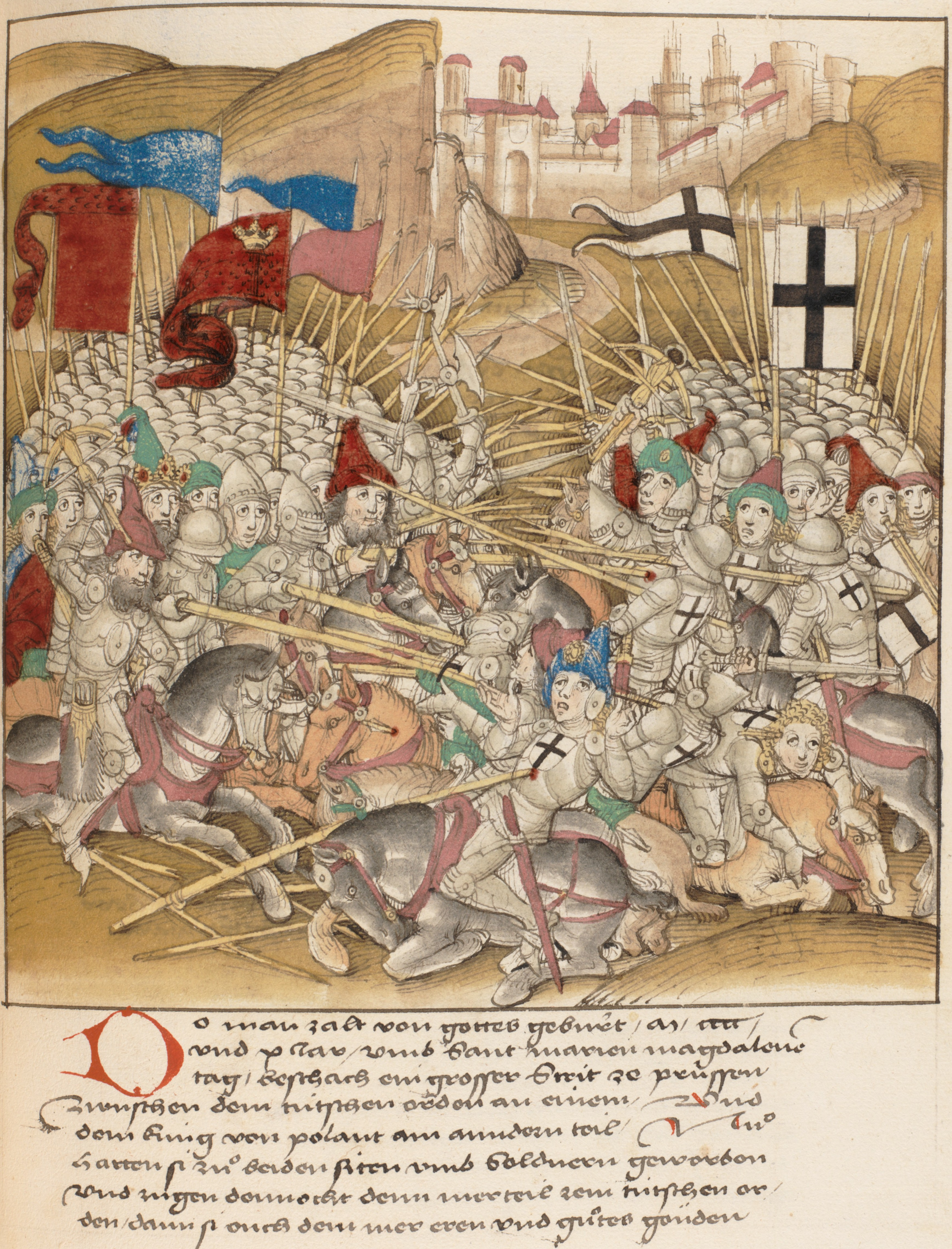
Bitwa pod Grunwaldem, Kroniki Bernera (XV w.)

Za antenata Reyów, który na kartach historii występuje ze znaną dziś, uformowaną postacią nazwiska „Rey”, uważa się Jacka Reya, opisywanego przez źródła historyczne z 1398 jako już nieżyjącego. Od początku XV wieku ród tytułował się mianem „z Szumska” i to właśnie w tej miejscowości należy szukać początków rodziny w udokumentowanej szerzej historii. Tak tytułujący się rycerz – Jaśko z Szumska, walczył w Prusach przeciw Krzyżakom, gdzie stanął do walki w bitwie pod Grunwaldem i bitwie pod Koronowem.
W tym samym czasie Reyowie posiadali miejscowość o nazwie Topola, Słanowice i Sędziwojowice, a niedługo później, niektórzy członkowie rodziny pisali się mianem „z Nagłowic”. Dziedziczący tę miejscowość Mikołaj Rey, poeta, teolog i prozaik, założył w roku 1547 miasto Rejowiec (na cześć nazwiska rodowego) i w 1554 roku miasto Oksę (na cześć swojego herbu).

## Znani członkowie rodu
- Stanisław Rey (zm. 1464) – podskarbi, kanonik, kanclerz królowej Zofii.
- Jan Rey (zm. 1468) – kanonik, proboszcz.
- Mikołaj Rey (ur. 1505) – poeta, teolog, prozaik.
- Mikołaj Rey (zm. 1600) – kalwinista, rotmistrz wojsk koronnych.
- Andrzej Rey (zm. 1601) – ewangelista, sędzia kapturowy.
- Krzysztof Rey (zm. 1625) – stolnik lubelski, konfederata.
- Marcin Rey (zm. 1635) – kalwinista, sędzia kapturowy.
- Andrzej Rey (zm. 1641) – kalwinista, starosta, ambasador, konfederata.
- Andrzej Rey (zm. 1664) – kalwinista, stolnik, starosta.
- Krzysztof Rey (żył w XVII w.) – wojski trocki.
- Władysław Rey (1612–1682) – podskarbi nadworny koronny, wojewoda lubelski.
- Bogusław Rey (1646–1700) – ewangelista, elektor króla Michała Korybuta Wiśniowieckiego.
- Karol Rey (zm. przed 1718) – podstoli, podstarości, sędzia grodzki.
- Józef Rey (zm. 1777) – prezydent Trybunału Koronnego, kanonik.
- Mieczysław Rey (1836–1918) – hrabia, powstaniec, poseł Sejmu Krajowego Galicji.
- Mikołaj Rey (1866–1932) – hrabia, patriota, sponsor Legionów Polskich.
- Nicholas Rey (1938–2009) – polityk, dyplomata, ambasador USA w Polsce.
- Mikołaj Jan Kazimierz Rey (ur. 1981) – ekspert kulinarny[12][13]

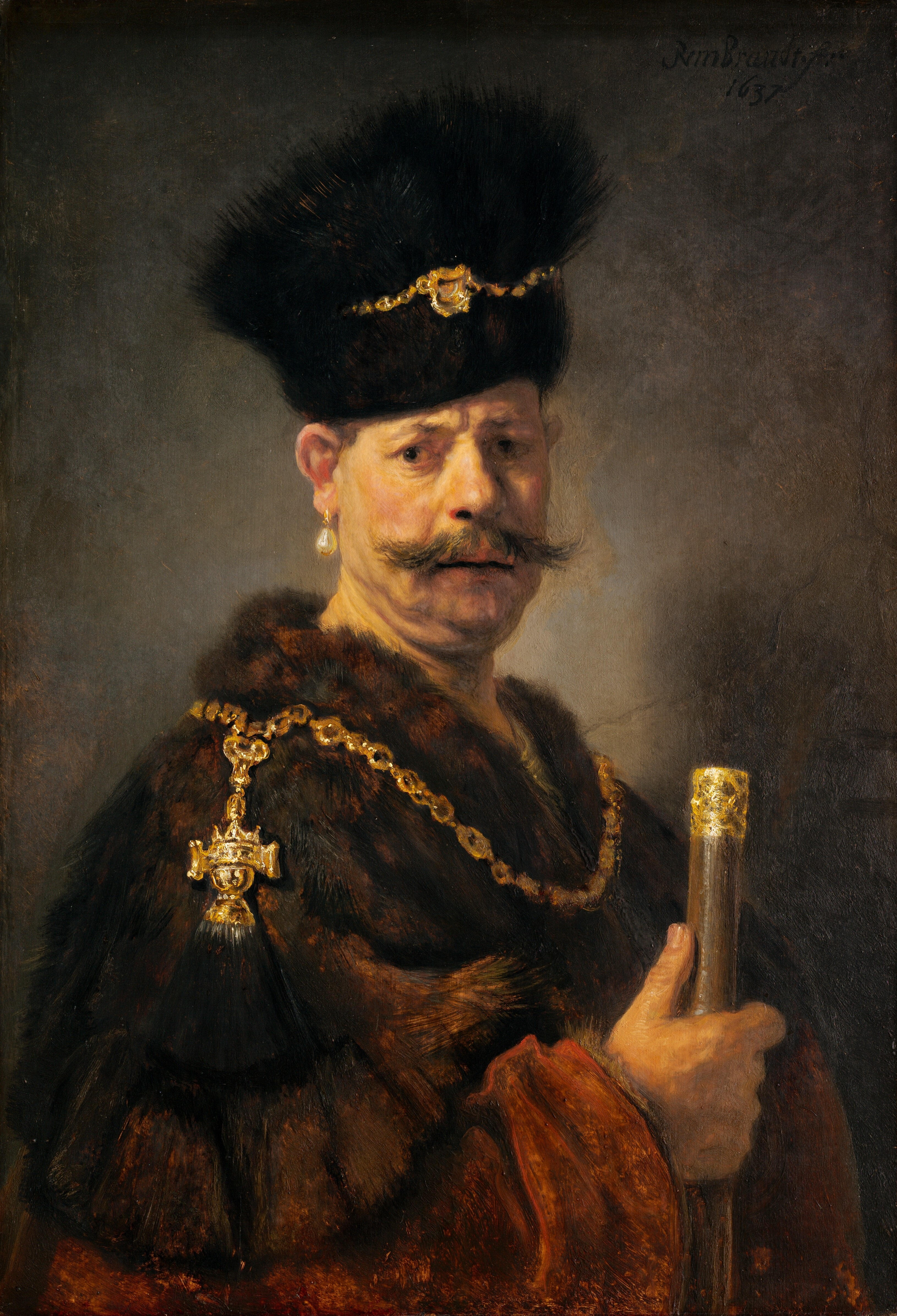
Portret szlachcic polski, autorstwa Rembrandta (1637), przedstawiający Andrzeja Reya
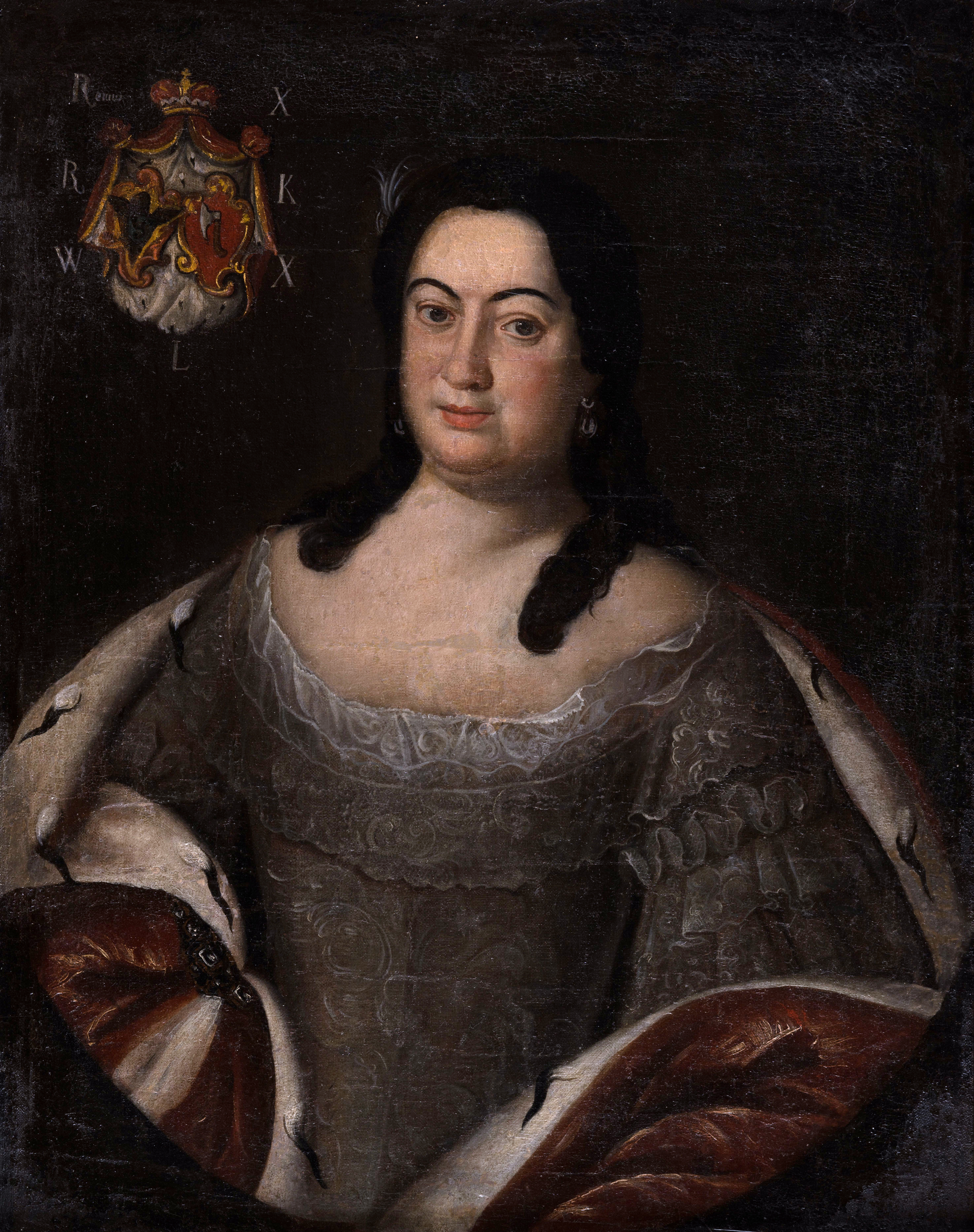
Portret przedstawiający Zofię Rey, nieznanego autorstwa (ok. 1740)
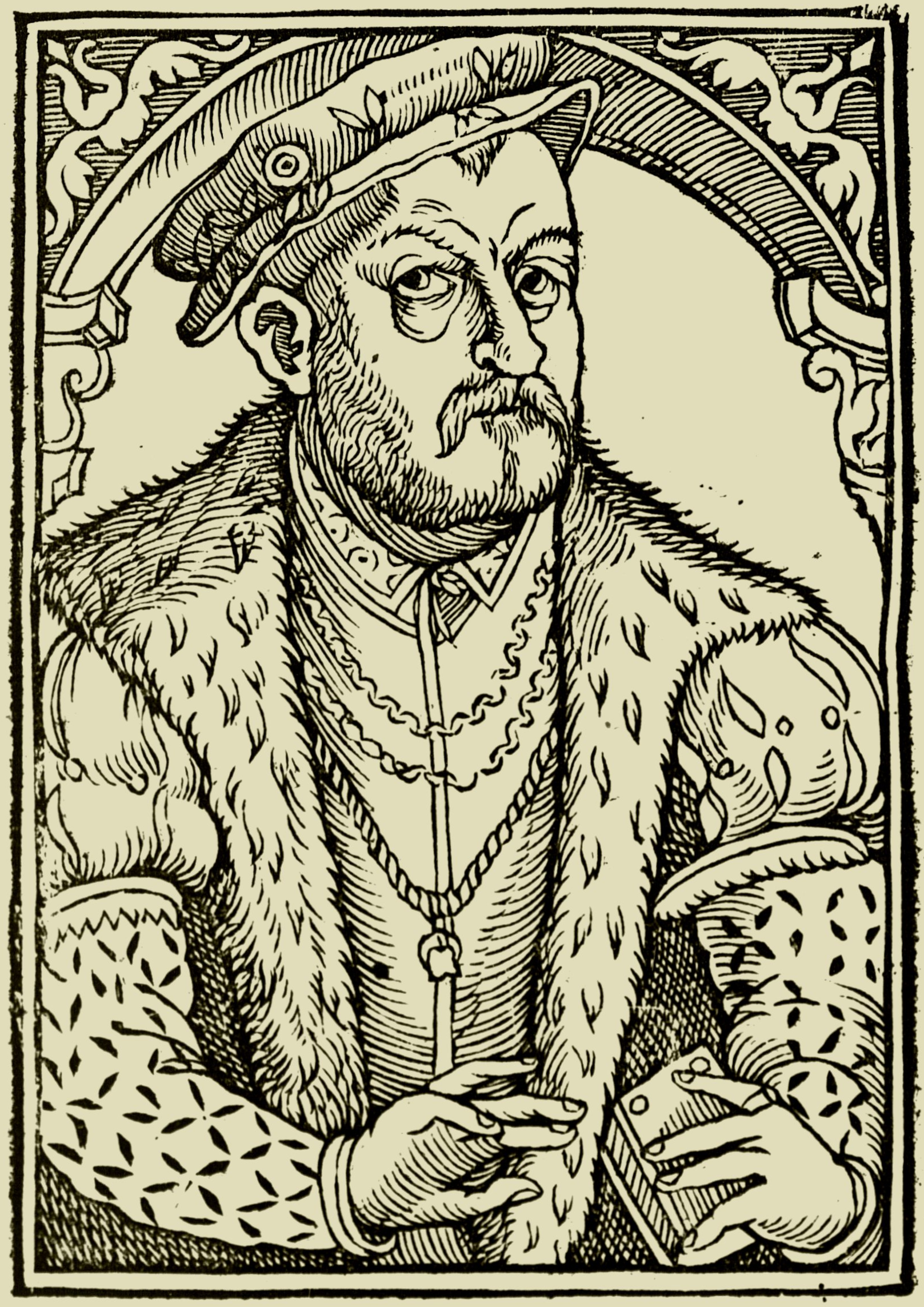
Drzeworyt przedstawiający Mikołaja Reya, nieznanego autorstwa (1568)